# كأس ألمانيا 1965–66
كأس ألمانيا 1965–66 (بالألمانية: DFB-Pokal 1965/66)‏ هو الموسم 23 من كأس ألمانيا. أشرف على تنظيمه اتحاد ألمانيا لكرة القدم، وكان عدد الأندية المشاركة فيه 32، وفاز فيه بايرن ميونخ.